# Kwaissa
Kwaissa (ossetisch Къуайса Khuajsa, russisch Кваиси Kwaissi bzw. heute meist Квайса/Kwaissa; georgisch კვაისა Kwaissa bzw. კვაისი/Kwaissi) ist eine Stadt bzw. Siedlung städtischen Typs im nur von einigen Staaten anerkannten Südossetien (Rajon Dsau) (de jure ein Teil Georgiens), in der Region Ratscha-Letschchumi und Niederswanetien. Der Ort wird ausschließlich von Südossetien kontrolliert.

## Lage
Der Ort liegt im Nordwesten Südossetiens am linken Ufer der Dschedschora (auch Dschodschora), eines linken Zuflusses des Rioni. Etwa 15 km nordöstlich des Ortes markiert der dort knapp 4000 Meter hohe Hauptkamm des Großen Kaukasus die Grenze zu Russland. Kwaissi liegt gut 45 km, per Straße 60 km nordwestlich der südossetischen Hauptstadt Zchinwali.
Von den Behörden der Republik Südossetien wird der Ort seit 2007 als Stadt bezeichnet und zum Rajon Dsau gezählt, zu dem er bereits während der südossetischen Autonomie innerhalb der Georgischen SSR der Sowjetunion bis 1991 gehörte. Von Rajonverwaltungssitz Dsau (georgisch Dschawa) ist Kwaissi gut 25 km Luftlinie in nordwestlicher Richtung entfernt. Nach georgischem Recht gehört Kwaissi als Kleinstadt (georgisch Daba, entsprechend einer sowjetischen Siedlung städtischen Typs) zu der Munizipalität Oni der Region Ratscha-Letschchumi und Niederswanetien.
Unweit Kwaissi verläuft eine 2009 eröffnete Pipeline von nordossetischen Dsuarikau bei Alagir nach Zchinwali, über die Südossetien von Russland über den 3148 m hohen Kudar-Pass mit Erdgas versorgt wird.

## Geschichte
Kwaissi entstand um 1940 als Bergarbeitersiedlung unweit des am jenseitigen gegenüberliegenden Flussufer gelegenen Dorfes Tschassawal(i), als mit der Erschließung eines dort 1925 entdeckten Blei- und Zinkerzvorkommens begonnen wurde. Der am 26. Februar 1941 beschlossene Bau eines Bergbaukomplexes mit Fabrik zu Erzanreicherung wurde durch den Deutsch-Sowjetischen Krieg verzögert, sodass er erst am 22. Oktober 1949 den Betrieb aufnahm. Später entstand am Fluss ein Wasserkraftwerk zur lokalen Elektroenergieversorgung.
Am 29. April 1991 und am 7./8. September 2009 wurde Kwaissi von Erdbeben stark in Mitleidenschaft gezogen.
Einwohnerentwicklung
| Jahr | Einwohner |
| ---- | --------- |
| 1959 | 2320      |
| 1970 | 2327      |
| 1979 | 1641      |
| 1989 | 2264      |

Anmerkung: Volkszählungsdaten